# Adrià Arjona
Adrià Arjona Marín (Vilaseca, Tarragona, España, 28 de febrero de 1996), conocido como Adrià Arjona, es un futbolista español que juega como centrocampista en la Deportiva Minera de la Segunda Federación.

## Trayectoria
Nacido en Vilaseca, Arjona se formó en el FC Barcelona y después de 6 temporadas de azulgrana, abandonó el club para firmar por el CF Reus Deportiu, que a su vez, lo cedería a las filas del CD Morell, en 3ª división. Más tarde, el centrocampista jugaría en la UE Sant Andreu, también de Tercera División.
En 2017, Arjona se asignó al filial de Tercera División con el que disputaría la temporada 2017-18. 
El 12 de septiembre de 2018, debutó como titular en Copa del Rey, en el duelo que el Reus solventó a su favor en El Sadar de Pamplona, ante Osasuna (1-2).
El 23 de septiembre de 2018, debutó con el Club de Futbol Reus Deportiu en la Liga 123 en un encuentro frente al Gimnàstic de Tarragona.
El 18 de julio de 2019, la AE Prat hizo oficial su incorporación para la temporada 2019-20.
En la temporada 2021-22 llega al Real Club Recreativo de Huelva de la Segunda Federación, en el que jugaría durante dos temporadas, ascendiendo la segunda de ellas a Primera Federación.
El 17 de agosto de 2023, firma por el en el Vélez C. F. de la Segunda Federación.
En la temporada 2024-25, firma por la UD Melilla de la Segunda Federación.
El 27 de enero de 2025, firma por la Deportiva Minera de Segunda Federación.

## Clubes
| Club                          | País   | Año             |
| ----------------------------- | ------ | --------------- |
| FC Barcelona Juvenil A        | España | 2014-2015       |
| CD Morell                     | España | 2015-2016       |
| UE Sant Andreu                | España | 2016-2017       |
| C. F. Reus Deportiu B         | España | 2017-2018       |
| C. F. Reus Deportiu           | España | 2018-2019       |
| AE Prat                       | España | 2019-2020       |
| CD Llosetense                 | España | 2020            |
| Sociedad Deportiva Huesca "B" | España | 2021            |
| Recreativo de Huelva          | España | 2021-2023       |
| Vélez C. F.                   | España | 2023-2024       |
| UD Melilla                    | España | 2024-2025       |
| Deportiva Minera              | España | 2025-actualidad |